# Tamura Yoshiaki
Pour les articles homonymes, voir Tamura.
Tamura Yoshiaki est un nom japonais traditionnel ; le nom de famille (ou le nom d'école), Tamura, précède donc le prénom (ou le nom d'artiste).
 (juin 2014).
Tamura Yoshiaki (田村義顕, mort en 1561) est un daimyo de l'époque Sengoku de l'histoire du Japon qui dirige la zone autour de Miharu dans la province de Mutsu.

## Source de la traduction
- (en) Cet article est partiellement ou en totalité issu de l’article de Wikipédia en anglais intitulé « Tamura Yoshiaki » (voir la liste des auteurs).